# جون مبومبا
جون مبومبا (بالفرنسية: John M'Bumba)‏ (مواليد 29 أبريل 1983) هو ملاكم فرنسي، مثّل بلاده في الألعاب الأولمبية الصيفية 2008.

## روابط خارجية
جون مبومبا على موقع أوليمبيديا (الإنجليزية)